# USS Wadleigh (DD-689)
USS Wadleigh (DD-689) là một tàu khu trục lớp Fletcher được Hải quân Hoa Kỳ chế tạo trong Chiến tranh Thế giới thứ hai. Nó là chiếc tàu chiến duy nhất của Hải quân Mỹ được đặt theo tên Chuẩn đô đốc George H. Wadleigh (1842-1927), người tham gia cuộc Nội chiến Hoa Kỳ và Chiến tranh Tây Ban Nha-Hoa Kỳ. Nó đã hoạt động cho đến hết Thế Chiến II, ngừng hoạt động một thời gian ngắn, rồi tái biên chế trở lại năm 1951 và tiếp tục phục vụ cho đến khi xuất biên chế năm 1962. Con tàu được chuyển cho Chile năm 1963, và hoạt động như là chiếc Blanco Encalada (14) cho đến khi ngừng hoạt động năm 1982 và bị đánh chìm như mục tiêu năm 1991. Wadleigh được tặng thưởng sáu Ngôi sao Chiến trận do thành tích phục vụ trong Thế Chiến II.

## Thiết kế và chế tạo
Wadleigh được đặt lườn tại xưởng tàu của hãng Bath Iron Works ở Bath, Maine vào ngày 5 tháng 4 năm 1943. Nó được hạ thủy vào ngày 7 tháng 8 năm 1943; được đỡ đầu bởi cô Clara F. Wadleigh, con gái Chuẩn đô đốc Wadleigh, và nhập biên chế tại Xưởng hải quân Boston vào ngày 19 tháng 10 năm 1943 dưới quyền chỉ huy của Trung tá Hải quân Walter C. Winn.

## Lịch sử hoạt động

### Thế Chiến II
Sau khi chạy thử máy tại khu vực Tây Ấn, Wadleigh lên đường để gặp gỡ giữa Đại Tây Dương thiết giáp hạm Iowa (BB-61) cùng các tàu khu trục Halsey Powell (DD-686) và Marshall (DD-676). Ba chiếc tàu khu trục đã hộ tống chiếc thiết giáp hạm đưa Tổng thống Franklin D. Roosevelt quay trở về Hoa Kỳ sau khi tham dự Hội nghị Tehran giữa những người đứng đầu Khối Đồng Minh. Nó khởi hành từ Hampton Roads, Virginia vào ngày 3 tháng 1 năm 1944 để đi Trân Châu Cảng ngang qua kênh đào Panama.

#### 1944
Tham gia Chiến dịch quần đảo Marshall, Wadleigh được phân nhiệm vụ bắn phá bờ biển, vào ngày 20 tháng 3 đã cùng các tàu khu trục McCalla (DD-488) và tàu quét mìn Sage (AM-111) hỗ trợ cho các tàu đổ bộ LCI và LST trong cuộc đổ bộ lên Ailinglapalap, tiêu phí 478 quả đạn pháo 5 inch nhằm phá hủy một ngôi làng do đối phương chiếm giữ. Ba ngày sau, nó tham gia bắn phá các công trình phòng ngự đối phương, phá hủy một trạm quan trắc thời tiết và một trạm vô tuyến trên đảo san hô Ebon, nhằm dọn đường cho cuộc đổ bộ của 1.500 binh lính Thủy quân Lục chiến lên hòn đảo này.
Wadleigh quay trở lại khu vực quần đảo Hawaii để huấn luyện nhằm chuẩn bị cho chiếc dịch đổ bộ tiếp theo lên quần đảo Mariana. Nó được phân về Đội đặc nhiệm 52.4, và đi đến ngoài khơi đảo Roi thuộc quần đảo Marshall vào ngày 10 tháng 6, năm ngày trước cuộc đổ bộ lên Saipan, Mariana. Một ngày trước khi cuộc đổ bộ chính diễn ra, nó tiếp cận Saipan và tiến hành bắn phá vào sáng sớm, góp phần vào hoạt động nhằm vô hiệu hóa hệ thống công sự phòng thủ của đối phương tại đây.
Vào ngày đổ bộ, Wadleigh có mặt ngoài khơi khu vực tấn công, bắn pháo trước bình minh để hỗ trợ cho hoạt động của các đội phá hoại dưới nước (UDT) và hỗ trợ cho đợt đổ bộ đầu tiên. Sau một ngày bắn hỏa lực hỗ trợ, nó rút lui ra biển để tuần tra bảo vệ. Nó cùng với tàu khu trục Melvin (DD-680) đã bắt được tín hiệu sonar rõ ràng của một tàu ngầm đối phương về phía Tây Tinian, và cả hai đã tấn công bằng mìn sâu. Một vụ nổ lớn, tiếp nối bởi những vệt dầu loang lớn và nhiều mảnh vỡ khẳng định họ đã đánh trúng và tiêu diệt đối thủ. Tài liệu thu thập sau chiến tranh cho thấy hai chiếc tàu khu trục đã hợp sức đánh chìm tàu ngầm RO-114 của Nhật Bản.
Được phân công bắn phá Garapan, thủ phủ của Saipan, Wadleigh đã tiêu phí khoảng 1.700 quả đạn pháo 5 inch xuống hòn đảo còn do quân Nhật kiểm soát, chịu đựng những thử thách đủ loại tại khu vực này, kể cả bị bắn nhầm. Chiếc tàu khu trục chịu đựng hỏa lực của các khẩu đội pháo bờ biển đối phương, và một loạt bom suýt trúng từ một máy bay đối phương bay thấp chỉ trong vòng 15 phút. Trong những ngày tiếp theo, nó tiêu diệt những tay bắn tỉa đối phương ẩn nấp trên đồi và hang động, bắt giữ một tù binh đồng thời giải cứu các đội bay bị bắn rơi lân cận. Sau các chuyến đi hộ tống vận tải đến Eniwetok và Guadalcanal, nó được phân công hỗ trợ cho cuộc chiếm đóng quần đảo Palau. Con tàu đã tuần tra về phía Bắc quần đảo vào ngày 15 tháng 9, làm nhiệm vụ cột mốc radar canh phòng nhằm cảnh báo sớm các đợt tấn công của máy bay đối phương.
Sang ngày hôm sau, Wadleigh đi đến Kossol Roads để bắt đầu hỗ trợ các tàu quét mìn dọn sạch các tuyến đường hàng hải tại đây. Những quả thủy lôi trôi nổi sau khi được rà quét là đối tượng nó quan tâm, khi phá hủy được 22 quả bằng hỏa lực pháo 40 mm. Tuy nhiên, khi tiếp cận quả thủy lôi tiếp theo, nó va chạm với một quả còn sót lại chưa được quét khiến nó nổ tung phía giữa tàu. Vụ nổ đã khiến ba người thiệt mạng, 20người khác bị thương, làm hỏng ăn-ten radar, ba ngăn động cơ và một khoang nghỉ ngơi bị ngập nước. Trong khi con tàu báo động trực chiến, phía đuôi tàu bị ngập 5 ft (1,5 m) và nghiêng 7° sang mạn phải. Nó lấy cân bằng trở lại bằng cách di chuyển mọi vật nặng từ mạn phải sang mạn trái, nhưng đáy tàu bị hư hại một đoạn dài 40 ft (12 m). Tàu khu trục Bennett (DD-473) đã đi đến trợ giúp, chuyển một dây cáp và kéo Wadleigh hư hại ra khỏi khu vực nguy hiểm. Vẫn trong mối đe dọa lườn tàu bị hỏng nghiêm trọng đến mức có thể bị vỡ làm đôi, nó được sửa chữa tạm thời trước khi quay về Trân Châu Cảng, và tiếp tục đi vào Xưởng hải quân Mare Island để sửa chữa toàn diện.

#### 1945

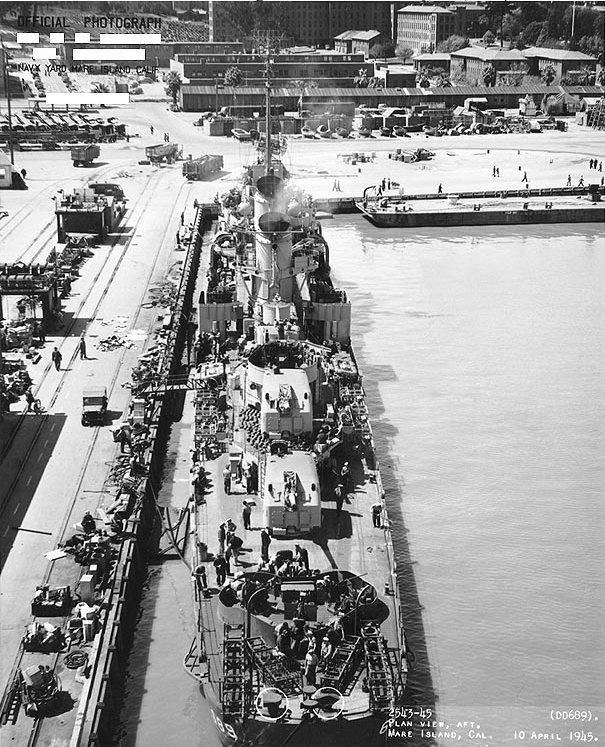
Wadleigh trong Xưởng hải quân Mare Island, 10 tháng 4 năm 1945.

Hầu như được đóng mới từ lườn, Wadleigh rời Xưởng hải quân Mare Island vào ngày 20 tháng 2 năm 1945 để chạy thử máy và thực hành tác xạ. Nó rời San Diego, California vào ngày 19 tháng 4, cùng tàu khu trục Charrette (DD-581) đi đến Trân Châu Cảng vào ngày 25 tháng 4, nơi nó thực hành huấn luyện tại vùng biển quần đảo Hawaii. Con tàu khởi hành từ Trân Châu Cảng vào ngày 3 tháng 5, đi đến Ulithi mười một ngày sau đó, và gia nhập trở lại đơn vị cũ, Hải đội Khu trục 54. Nó lên đường cùng các đơn vị thuộc Đệ Ngũ hạm đội vào ngày 25 tháng 5, phục vụ nhiều lượt cột mốc radar canh phòng cùng hạm đội, chịu đựng những cơn bão mạnh từ ngày 5 đến ngày 7 tháng 6; và sau đó hộ tống các tàu tuần dương lớn Alaska (CB-1) và Guam (CB-2) bắn phá Minami Daito Shima vào ngày 9 tháng 6, phá hủy các công trình và cơ sở radar tại đây.
Sau một lượt nghỉ ngơi tại Philippines, Wadleigh lại lên đường đi sang vùng biển Nhật Bản, hộ tống các tàu sân bay khi chúng tiếp tục không kích xuống các đảo chính quốc Nhật Bản. Vào ngày 10 tháng 7, nó đón lên tàu những vị khách đặc biệt, bao gồm John L. Sullivan,Trợ lý Bộ trưởng Hải quân về Không lực, và Phó đô đốc Aubrey W. Fitch, để đưa họ đến Iwo Jima. Gặp gỡ tàu sân bay Ticonderoga (CV-14) tại Guam, nó gia nhập trở lại lực lượng đặc nhiệm vào ngày 21 tháng 7, hỗ trợ các hoạt động không kích ngoài khơi chính quốc Nhật Bản. Đang khi hoạt động chỉ cách bờ biển đối phương 50 mi (80 km), nó từng cứu vớt hai phi công hải quân bị bắn rơi trong những đợt không kích xuống Tokyo.
Wadleigh đi chậm lại để phá hủy một quả thủy lôi trôi nổi vào ngày 10 tháng 8, nhưng nó gặp trục trặc khi turbine rung động quá mức buộc phải tắt động cơ bên mạn phải. Nó tách khỏi lực lượng đặc nhiệm và quay trở về Ulithi trong thành phần một đoàn tàu tiếp liệu và tàu chở dầu để sửa chữa. Trên đường đi, nó nhận được tin tức về việc Nhật Bản đầu hàng kết thúc cuộc xung đột.
Wadleigh rời Ulithi vào ngày 23 tháng 8, hy vọng có thể gia nhập trở lại hạm đội kịp lúc để khải hoàn tiến vào vịnh Tokyo. Nó ghé qua Iwo Jima trên đường đi để chuyển giao hành khách và thư tín, và đến nơi 24 giờ sau khi những tàu chiến đầu tiên tiến vào vịnh Tokyo. Con tàu được lệnh đi thẳng đến Sagami Wan, tháp tùng cùng tàu bệnh viện Benevolence (AH-13) khi đi ngang qua những khẩu đội pháo bờ biển đối phương trước đây dọc theo eo biển Urage. Họ nhanh chóng đi đến nơi, Căn cứ Hải quân Yokosuka, vào ngày 29 tháng 8. Khi binh lính Hoa Kỳ đổ bộ lên Yokohama và Yokosuka, chiếc tàu khu trục tiến ra khơi để gặp gỡ các tàu sân bay đang đi đến. Nó quay trở lại nơi neo đậu gần Missouri (BB-63) vào ngày 2 tháng 9, kịp lúc để chứng kiến lễ ký kết văn kiện đầu hàng chính thức tổ chức bên trên chiếc thiết giáp hạm.
Lại trở ra khơi cùng các tàu sân bay, Wadleigh tuần tra ngoài khơi bờ biển Nhật Bản trong hai tuần trước khi lên đường vào ngày 16 tháng 9, đi Saipan ngang qua Eniwetok cùng các tàu sân bay Bennington (CV-20) và Lexington để thay phiên các liên đội không quân phối thuộc. Sau một tuần ở lại Saipan, nó quay trở lại vịnh Tokyo vào ngày 13 tháng 10, hộ tống các tàu sân bay Belleau Wood (CVL-24) và Lexington. Nó rời vùng biển Nhật Bản vào ngày 20 tháng 10 để hướng sang quần đảo Hawaii, chở theo hành khách là những cựu quân nhân giải ngũ hồi hương trở về Hoa Kỳ. Sau khi ghé qua Trân Châu Cảng trong 48 giờ, nó về đến San Francisco vào ngày 5 tháng 11.
Wadleigh được đại tu để chuẩn bị ngừng hoạt động vào ngày 5 tháng 12, rồi đi đến San Diego, California vào ngày 27 tháng 1, 1946. Chiếc tàu khu trục được cho xuất biên chế vào tháng 1, 1947 và đưa về thành phần dự bị, neo đậu cùng Đội San Diego, Hạm đội Dự bị Thái Bình Dương.

### 1951 - 1962
Wadleigh tiếp tục ở lại thành phần dự bị cho đến khi nó được lệnh tái ngũ do xung đột diễn ra trong Chiến tranh Triều Tiên. Chiếc tàu khu trục được cho nhập biên chế trở lại tại San Diego vào ngày 3 tháng 10, 1951, dưới quyền chỉ huy của Trung tá Hải quân R. H. Pauli. Nó rời San Diego vào ngày 4 tháng 1, 1952 để gia nhập Hạm đội Đại Tây Dương, cùng với các tàu khu trục Hazelwood, Heermann, Cassin Young và Cowell băng qua kênh đào Panama vào ngày 14 tháng 1. Sau khi đi đến cảng nhà mới tại Newport, Rhode Island, nó được đặt làm soái hạm cho Đội khu trục 342.
Wadleigh tham gia nhiều cuộc tập trận hạm đội, và đã đi đến Pensacola, Florida vào ngày 17 tháng 8, nơi nó làm nhiệm vụ canh phòng máy bay cho tàu sân bay hạng nhẹ Cabot trong bốn tuần, và đã giải cứu ba phi công hải quân bị rơi xuống vịnh Mexico trong nhiệm vụ này. Sau đó nó đi lên phía Bắc để được đại tu tại Xưởng hải quân Boston nơi nó được trang bị một khẩu đội pháo phòng không 3 in (76 mm) thay cho pháo 40 mm.
Vào ngày 3 tháng 5, 1954, Wadleigh rời Newport, đi ngang qua kênh đào Panama, Trân Châu Cảng, Midway và Guam để chuyển sang khu vực Tây Thái Bình Dương, và đi đến Yokosuka, Nhật Bản vào ngày 7 tháng 6. Sau khi hoạt động tại khu vực quần đảo Philippine, nó chuyển sang vùng biển phía Đông Triều Tiên giám sát thỏa thuận ngừng bắn đạt được một năm trước đó.
Đang khi ở lại vịnh Subic Wadleigh được báo động và nhận mệnh lệnh gia nhập Đội đặc nhiệm 70.2 để cùng đơn vị này đi đến bờ biển phía Nam Đài Loan, trong một hoạt động răn đe lực lượng Trung Cộng tấn công chính phủ Quốc Dân Đảng được Hoa Kỳ hậu thuẫn. Trên đường đi sang Đài Loan, chiếc tàu khu trục va phải một chướng ngại vật ngầm, làm hư hại nhẹ cà hai chân vịt; con tàu buộc phải quay trở lại vịnh Subic để sửa chữa trước khi gia nhập trở lại đội đặc nhiệm. Nó trải qua ba tuần lễ tuần tra ngoài khơi Đài Loan đầy căng thẳng, nhưng không có sự kiện nào xảy ra, rồi đi đến Sasebo, Nhật Bản để chuẩn bị quay trở về Hoa Kỳ. Nó lên đường đi Newport ngang qua Hong Kong, Singapore, Colombo cùng nhiều cảng tại Địa Trung Hải, về đến cảng nhà vào ngày 28 tháng 11
Wadleigh hoạt động dọc theo vùng bờ Đông và vùng biển Caribe trong những nhiệm vụ thường lệ và huấn luyện chống tàu ngầm cho đến cuối năm 1955; sau đó nó trải qua ba lượt được bố trí sang Địa Trung Hải. Trong lượt thứ ba vào tháng 7, 1958, căng thẳng gia tăng tại Lebanon, và các cuộc bạo loạn đe dọa tính mạng và tài sản của công dân Hoa Kỳ đã buộc binh lính Thủy quân Lục chiến phải đổ bộ lên đây để gìn giữ hòa bình. Chiếc tàu khu trục nằm trong số các tàu chiến được huy động đến đây, cùng với tàu chị em The Sullivans, hoạt động tuần tra tại vùng biển lân cận trong thành phần Lực lượng Đặc nhiệm 61.
Wadleigh quay trở về vùng bờ Đông không lâu sau đó, hoạt động dọc bờ biển Đại Tây Dương và vùng biển Caribe suốt mùa Thu năm 1958, trước khi lại được phái sang khu vực Địa Trung Hải lần thứ tư vào tháng 6, 1959. Lúc đang trên đường quay trở về Newport vào tháng 9, nó phục vụ trong chuỗi tàu chiến bố trí dọc tuyến đường bay của Tổng thống Hoa Kỳ Dwight D. Eisenhower, khi ông quay trở về nhà sau khi dự hội nghị tại Châu Âu. Chiếc tàu khu trục tiếp tục đặt căn cứ tại Newport, hoạt động huấn luyện chống tàu ngầm cho đến năm 1960. Vào ngày 19 tháng 3, nó khẩn cấp đi đến hiện trường vụ tai nạn va chạm giữa tàu khu trục hộ tống Darby và một tàu chở dầu Thụy Điển ngoài khơi Cape Henry. Tư lệnh Hải đội Khu trục 20 đã có mặt trên Wadleighvà chỉ đạo việc cứu hộ thành công Darby, kéo nó trở về cảng.
Quay trở lại hoạt động thường lệ, Wadleigh thực hiện một chuyến đi huấn luyện cho học viên sĩ quan, tuần tra chống tàu ngầm và tập trận. Trong một lượt bố trí sang vùng biển Châu Âu vào mùa Thu năm 1960, nó tập trận cùng lực lượng khối NATO tại Bắc Hải và bên trong Vòng Bắc Cực. Được bố trí sang Địa Trung Hải lần thứ năm, nó băng qua kênh đào Suez để tham gia cuộc tập trận Midlink III của khối CENTO, có sự tham gia của hải quân năm nước. Vào tháng 11, 1960, nó quay trở lại Địa Trung Hải tham gia các cuộc tập trận chống tàu ngầm Hay-strike và Jetstream cùng các đơn vị thuộc Hải quân Pháp trước khi quay trở về Newport vào ngày 15 tháng 12.
Wadleigh sau đó thực tập chống tàu ngầm ngoài khơi Mayport, Florida, và thực hành kỹ thuật thu hồi nhằm tham gia Chương trình Mercury, chương trình tàu không gian có người lái đầu tiên của Hoa Kỳ. Được phối thuộc cùng Đội đặc nhiệm 140.8, chiếc tàu khu trục đã thường trực tại vị trí canh phòng vào ngày 5 tháng 5, 1961, khi Trung tá Hải quân Alan Shepard thực hiện chuyến bay "Freedom 7", chuyến bay vào không gian dưới quỹ đạo đầu tiên của Hoa Kỳ. Một đợt tham gia khác vào Chương trình Mercury tiếp nối vào tháng 8 năm đó, tuy nhiên hoàn cảnh thời tiết xấu khiến cuộc phóng bị hoãn lại, và con tàu được tách ra để quay trở về Newport.
Cuối mùa Thu 1961, một lần nữa Wadleigh khởi hành đi sang vùng biển Châu Âu, tham gia các cuộc tập trận chống tàu ngầm cùng các đơn vị Hải quân Hoàng gia Anh, và viếng thăm các cảng tại quần đảo Anh như Londonderry và Southampton trước khi quay trở về cảng nhà vào ngày 22 tháng 2, 1962. Con tàu tiếp tục các hoạt động thường lệ tại chỗ cho đến ngày 22 tháng 6, khi nó rời Newport để đi Norfolk, Virginia; tại đây một lần nữa chiếc tàu khu trục được cho xuất biên chế vào ngày 28 tháng 6, 1962.

### Blanco Encalada(14)
Wadleigh được chuyển giao cho Chile trong khuôn khổ Chương trình Viện trợ Quân sự vào năm 1963; nó phục vụ cùng Hải quân Chile dưới tên gọi Blanco Encalada và mang ký hiệu lườn 14.
Blanco Encalada được cho xuất biên chế và rút đăng bạ vào năm 1982. Vào ngày 28 tháng 9, 1991, nó bị đánh chìm như một mục tiêu ngoài khơi phía Nam Chile, bởi một tên lửa RGM-84 Harpoon phóng từ tàu khu trục lớp Spruance O'Bannon (DD-987), trong khuôn khổ cuộc tập trận Unitas XXXII.

## Phần thưởng
Wadleigh được tặng thưởng sáu Ngôi sao Chiến trận do thành tích phục vụ trong Thế Chiến II.